# Todavia
Todavia é uma editora brasileira fundada em julho de 2016 por Flávio Moura, André Conti, Ana Paula Hisayama, Leandro Sarmatz e Marcelo Levy, todos ex-funcionários da Companhia das Letras que se juntaram para criar uma nova editora voltada à literatura. A editora ainda teve o apoio direto de três investidores: Alfredo Setúbal (presidente da holding Itaúsa), Guilherme Affonso Ferreira (presidente do fundo de investimentos Teorema) e Luiz Henrique Guerra (presidente do fundo Indie), todos participando com investimentos pessoais.
Um de seus primeiros lançamentos foi o livro O vendido, de Paul Beatty, vencedor do Man Booker Prize de 2016. O título permitiu à Todavia ter uma mesa de destaque no FLIP com a presença do autor.
Em 2017, a Todavia lançou o livro Baiacu, organizado pelos cartunistas Angeli e Laerte Coutinho com a proposta de ser uma publicação experimental unindo quadrinhos, poesia, prosa e fotografia. O livro ganhou o Troféu HQ Mix no ano seguinte na categoria "melhor publicação mix", empatado com Marcatti 40, da editora Ugra Press.
Em 2018, também ganhou o Prêmio APCA de Literatura na categoria "Infantil/Juvenil/Quadrinhos" com o romance gráfico Eles Estão por Aí, de Bianca Pinheiro e Greg Stella.
Em 2019, publicou Sobre os ossos dos mortos, da escritora Olga Tokarczuk, laureada com o Prêmio Nobel de Literatura de 2018.
No mesmo ano realiza pela primeira vez o Prêmio Todavia de Não Ficção, passa a ser a editora brasileira de J. D. Salinger, autor de O apanhador no campo de centeio e Franny e Zooey e publica seu atual best-seller, Torto arado, que vendeu mais de 400 mil exemplares até o final de 2022, somando exemplares físicos e digitais.
O livro do autor brasileiro Itamar Vieira Junior, lançado em agosto de 2019, ganhou os prêmios Leya (Portugal, 2018), Oceanos (2020) e Jabuti (2020). Em abril de 2022, foi anunciada a adaptação da obra para série pela HBO MAX, com direção de Heitor Dhalia.
Durante a pandemia, em 2021, a Todavia publicou Confinada, da dupla Leandro Assis e Triscila Oliveira. A HQ, que teve uma pré-venda no Catarse, bateu o recorde da plataforma de financiamento após se tornar o quadrinho com o maior número de apoiadores na história.
Em 2022, a editora anunciou que passará a publicar a obra do professor e crítico literário Antonio Candido.
Em junho do mesmo ano, a editora anunciou uma parceria com o Itaú Cultural para a reedição de todos os livros publicados em vida de Machado de Assis, com publicações que vão de 1861 a 1908.
A editora, que faz parte do Brazilian Publishers, um projeto de internacionalização de conteúdo editorial brasileiro realizado por meio de uma parceria entre a Câmara Brasileira do Livro (CBL) e Agência Brasileira de Promoção de Exportações e Investimentos (Apex-Brasil) desde 2022, já publicou mais de 300 títulos.

### Controvérsias
Em janeiro de 2025, a editora Todavia e seu editor e sócio-fundador, André Conti, passaram a receber grande destaque na mídia após a repercussão de um episódio envolvendo a escritora Vanessa Barbara, ex-esposa de Conti. Durante a participação no podcast CPF na Nota, da Rádio Novelo, presidido por Branca Vianna, Vanessa relatou o fim de um casamento abusivo, acusando seu ex-marido de envolvimento em um grupo de e-mails, juntamente com outros quinze nomes influentes do mercado editorial, no qual eram compartilhados conteúdos misóginos e machistas. O caso gerou ampla repercussão nas redes sociais e, posteriormente, foi amplamente noticiado pela imprensa corporativa. Como resultado, André Conti se afastou de suas funções na editora por um período de 30 dias. A editora se manifestou nas redes sociais, reconhecendo a gravidade dos acontecimentos narrados por Vanessa Bárbara, reafirmando seu compromisso com a equidade e o respeito às mulheres.